# Туфарели
Туфарели је насеље у Италији у округу Ређо ди Калабрија, региону Калабрија.
Према процени из 2011. у насељу је живело 93 становника. Насеље се налази на надморској висини од 463 м.